# Mari Film
La Mari Film è una casa di produzione cinematografica fondata da Massimo Boldi nel 2007.
Ha girato 7 film distribuiti da Medusa Film e una serie TV per Canale 5.

## Storia
Massimo Boldi ha fondato la casa cinematografica Mari Film nel 2007. Nello stesso anno è stata firmata la prima produzione, il film Matrimonio alle Bahamas diretto da Claudio Risi.
La società prende il nome dalla scomparsa moglie di Boldi, la napoletana Maria Teresa Selo.

## Produzioni

### Cinema
| Anno | Titolo                  | Luogo ambientazione                      |
| ---- | ----------------------- | ---------------------------------------- |
| 2007 | Matrimonio alle Bahamas | Bahamas, Stati Uniti                     |
| 2008 | La fidanzata di papà    | Miami, Stati Uniti                       |
| 2010 | A Natale mi sposo       | St. Moritz Svizzera - Aspen, Stati Uniti |
| 2011 | Matrimonio a Parigi     | Parigi Francia                           |
| 2015 | Matrimonio al Sud       | Italia                                   |
| 2016 | Un Natale al Sud        | Italia                                   |
| 2017 | Natale da chef          | Italia                                   |

### Televisione
| Anno      | Titolo             | Luogo ambientazione |
| --------- | ------------------ | ------------------- |
| 2009-2010 | Fratelli Benvenuti | Roma, Italia        |